# Мяус, Сергей Анатольевич
Сергей Анатольевич Мяус (род. 4 февраля 1959, Кемерово) — советский игрок в хоккей с мячом, российский тренер, заслуженный тренер России (2001). Министр физической культуры и спорта Кузбасса.

## Биография
Родился 4 февраля 1959 года в Кемерово.
Окончил Новокузнецкий государственный педагогический институт по специальности «Физическое воспитание».

## Спортивная карьера
Заниматься хоккеем с мячом начал в 1970 году в школе шахты «Северная». Привлекался в юниорскую сборную СССР, с которой стал серебряным призёром чемпионата мира 1978 года.
В 1976–1992 годах выступал за кемеровский «Кузбасс». Рекордсмен команды по сыгранным матчам в чемпионате СССР (356 матчей).
По окончании игровой карьеры работал в клубе, в 1995–2008 годах — главный тренер ХК «Кузбасс».
Тренер сборной России в 2003–2007 годах.
В 2006 году избран в Общественную палату Кемеровской области.
Спортивный директор «Кузбасса» с 2008 по 2009 год.
С 2009 по 2020 год — вице-президент (и другие руководящие должности) Федерации хоккея с мячом России.
В 2010–2015 годах возглавлял молодёжную сборную России.
С 18 февраля 2015 года по 18 мая 2017 года — главный тренер сборной России.
В  марте 2020 года назначен советником губернатора Кемеровской области по физической культуре и спорту, далее в образованном Министерстве физической культуры и спорта Кузбасса — в должности министра.

## Достижения
«Кузбасс»

главный тренер

 Серебряный призёр чемпионата России: 2003/04, 2004/05, 2005/06

 Бронзовый призёр чемпионата России: 2000/01, 2001/02, 2002/03, 2006/07, 2007/08

 Обладатель Кубка России: 2000/01, 2002/03, 2007

 Финалист Кубка России: 1994/1995, 2004/2005

 Бронзовый призёр Кубка России: 1998/1999, 2003/2004, 2008

 Серебряный призёр чемпионата России по мини-хоккею: 2000

Сборная России

главный тренер

 Победитель чемпионата мира: 2015, 2016

 Серебряный призёр чемпионата мира: 2017

 Победитель Турнира четырёх наций: 2016

Молодёжная сборная России

главный тренер

 Победитель чемпионата мира среди молодёжных команд: 2011, 2013

 Бронзовый призёр Международного турнира на призы Правительства России: 2010

Юниорская сборная России

главный тренер

 Бронзовый призёр чемпионата мира среди юниоров: 2002

## Награды
- Орден Почёта (17 августа 2023 года) — за вклад в развитие физической культуры и спорта, многолетнюю добросовестную работу[8].
- Орден Дружбы (26 апреля 2007 года) — за заслуги в развитии физической культуры и спорта и многолетнюю добросовестную работу[9]
- Медаль ордена «За заслуги перед Отечеством» II степени (14 августа 2014 года) — за большой вклад в развитие физической культуры и спорта, подготовку спортсменов, добившихся высоких спортивных достижений[10]
- Орден «Доблесть Кузбасса» (2005)[11]
- Медали «За особый вклад в развитие Кузбасса» I, II, III степени, «60 лет Кемеровской области», «За честь и мужество»
- Благодарность Министра спорта Российской Федерации
- Почётное звание «Заслуженный тренер России» (2001)